# Atlanta (serial telewizyjny)
Atlanta – amerykański serial telewizyjny (komediodramat) wyprodukowany przez RBA, 343 Incorporated, MGMT. Entertainment oraz FXP, którego twórcą jest Donald Glover.
Serial jest emitowany od 6 września 2016 roku przez FX. W Polsce "Atlanta" jest emitowana od 25 listopada 2016 roku przez FOX Comedy

## Fabuła
Earnest „Earn” Marks wylatuje z prestiżowego college'u. Chcąc poradzić sobie z problemami finansowymi i mieszkaniowymi, zostaje menedżerem swego kuzyna - wschodzącej gwiazdy rapu.

## Obsada

### Główna
- Donald Glover jako Earnest „Earn” Marks[3]
- Brian Tyree Henry jako Alfred „Paper Boi” Miles
- Keith Stanfield jako Darius
- Zazie Beetz jako Vanessa „Van” Keefer

### Role drugoplanowe
- Harold House Moore jako Swiff
- Griffin Freeman jako Dave
- Emmett Hunter jako Stranger
- Cranston Johnson jako Deshawn
- Myra Lucretia Taylor jako pani Marks
- Isiah Whitlock Jr. jako Raleigh Marks

## Odcinki
| Sezon | Sezon | Odcinki | Oryginalna emisja | Oryginalna emisja | Oryginalna emisja | Oryginalna emisja | Oryginalna emisja |
| Sezon | Sezon | Odcinki | Premiera sezonu   | Finał sezonu      | Premiera sezonu   | Finał sezonu      |                   |
| ----- | ----- | ------- | ----------------- | ----------------- | ----------------- | ----------------- | ----------------- |
|       | 1     | 10      | 6 września 2016   | 1 listopada 2016  | 25 listopada 2016 | 2 grudnia 2016    |                   |
|       | 2     | 11      | 1 marca 2018      | 10 maja 2018      | 19 maja 2018      | 23 czerwca 2018   |                   |
|       | 3     | 10      | 24 marca 2022     | 19 maja 2022      | 29 czerwca 2022   | 29 czerwca 2022   |                   |
|       | 4     | 10      | 15 września 2022  | 10 listopada 2022 | 28 grudnia 2022   | 28 grudnia 2022   |                   |

### Sezon 1 (2016)
| Nr | #  | Tytuł                                        | Reżyseria     | Scenariusz                      | Premiera FX          | Premiera Fox Comedy |
| -- | -- | -------------------------------------------- | ------------- | ------------------------------- | -------------------- | ------------------- |
| 1  | 1  | 'Wielki wybuch' The Big Bang                 | Hiro Murai    | Donald Glover                   | 6 września 2016      | 25 listopada 2016   |
| 2  | 2  | 'Ulice pod kontrolą' Streets on Lock         | Hiro Murai    | Stephen Glover                  | 6 września 2016      | 25 listopada 2016   |
| 3  | 3  | 'Za wszelką cenę' Go for Broke               | Hiro Murai    | Stephen Glover                  | 13 września 2016     | 2 grudnia 2016      |
| 4  | 4  | 'Efekt Streisand' The Streisand Effect       | Hiro Murai    | Donald Glover                   | 20 września 2016     | 2 grudnia 2016      |
| 5  | 5  | 'Nikt nas nie pokona' Nobody Beats the Biebs | Hiro Murai    | Stephen Glover                  | 27 września 2016     | 9 grudnia 2016      |
| 6  | 6  | 'Wartość' Value                              | Donald Glover | Donald Glover, Stefani Robinson | 4 października 2016  | 9 grudnia 2016      |
| 7  | 7  | 'Klub' B.A.N.                                | Donald Glover | Donald Glover                   | 11 października 2016 | 16 grudnia 2016     |
| 8  | 8  | 'Dzień wolności' The Club                    | Hiro Murai    | Jamal Olori                     | 18 października 2016 | 16 grudnia 2016     |
| 9  | 9  | 'Czarny dupek' Juneteenth                    | Janicza Bravo | Stefani Robinson                | 25 października 2016 | 23 grudnia 2016     |
| 10 | 10 | 'Kurtka' The Jacket                          | Hiro Murai    | Stephen Glover                  | 1 listopada 2016     | 2 grudnia 2016      |

### Sezon 2 (2018)
| Nr | #  | Tytuł                                      | Reżyseria     | Scenariusz       | Premiera FX      | Premiera Fox Comedy |
| -- | -- | ------------------------------------------ | ------------- | ---------------- | ---------------- | ------------------- |
| 11 | 1  | 'Facet od aligatorów' Alligator Man        | Hiro Murai    | Donald Glover    | 1 marca 2018     | 19 maja 2018        |
| 12 | 2  | 'Zrobić szum' Sportin' Waves               | Hiro Murai    | Stephen Glover   | 8 marca 2018     | 19 maja 2018        |
| 13 | 3  | 'Nadziany konus' Money Bag Shawty          | Hiro Murai    | Stephen Glover   | 15 marca 2018    | 26 maja 2018        |
| 14 | 4  | 'Helen' Helen                              | Amy Seimetz   | Taofik Kolade    | 22 marca 2018    | 26 maja 2018        |
| 15 | 5  | 'Fryzjer' Barbershop                       | Donald Glover | Stefani Robinson | 29 marca 2018    | 2 czerwca 2018      |
| 16 | 6  | 'Teddy Perkins' Teddy Perkins              | Hiro Murai    | Donald Glover    | 5 kwietnia 2018  | 2 czerwca 2018      |
| 17 | 7  | 'Szampańska zabawa' Champagne Papi         | Amy Seimetz   | Ibra Ake         | 12 kwietnia 2018 | 9 czerwca 2018      |
| 18 | 8  | 'Las' Woods                                | Hiro Murai    | Stefani Robinson | 19 kwietnia 2018 | 9 czerwca 2018      |
| 19 | 9  | 'Na północ od granicy' North of the Border | Hiro Murai    | Jamal Olori      | 26 kwietnia 2018 | 16 czerwca 2018     |
| 20 | 10 | 'Dla nas, przez nas' FUBU                  | Donald Glover | Stephen Glover   | 3 maja 2018      | 16 czerwca 2018     |
| 21 | 11 | 'Beczka krabów' Crabs in a Barrel          | Hiro Murai    | Stephen Glover   | 10 maja 2018     | 23 czerwca 2018     |

## Produkcja
7 sierpnia 2013 roku ogłoszono, że główną rolę w serialu "Atlanta" zagra Donald Glover. 12 grudnia 2014 roku stacja FX zamówiła pilotowy odcinek, a 16 października 2015 zamówiła pierwszy sezon serialu.
21 września 2016 roku, stacja FX ogłosiła przedłużenie komedii o drugi sezon.
8 czerwca 2018 roku, stacja FX ogłosiła przedłużenie komedii o trzeci sezon.
Na początku sierpnia 2019 roku stacja FX zamówiła czwarty sezon.